# Carnaval de Colonia
El Carnaval de Colonia (en alemán: Kölner Karneval) es una fiesta popular y carnaval de Colonia, Alemania, siendo considerado uno de los acontecimientos culturales más importantes del país.
El pistoletazo de salida se da el 11 de noviembre a las 11:11 h. en el Alter Markt, aunque la verdadera fiesta tiene lugar durante el mes de febrero tocando su fin el miércoles de ceniza tras una semana de festejos. La semana comienza el jueves con el Weiberfastnacht, día en el que las mujeres asumen el rol principal de las fiestas tras recibir las llaves de la ciudad de manos del alcalde. El día cumbre es el Rosenmontag («lunes del Carnaval»), día en el que decenas de cabalgatas inspiradas en diferentes motivos desfilan en un recorrido a través de sus calles al ritmo de las típicas canciones carnavaleras bajo el lema Kölle Alaaf, que viene a significar «Colonia es de todos» en el dialecto local, el kölsch. Como eventos similares de esta importancia, también la fiesta es conocida también como la «quinta estación del año».

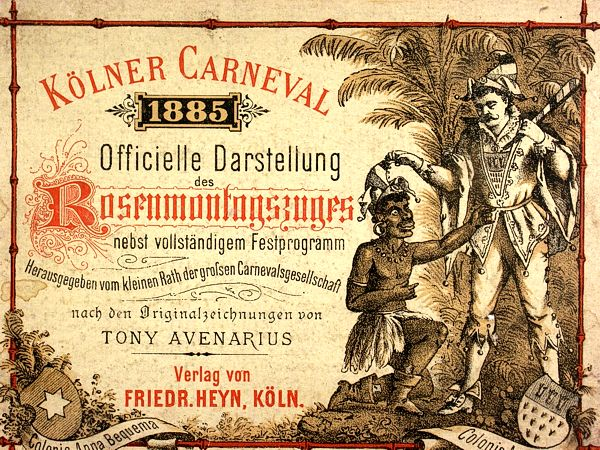
Cartel de publicidad, Carnaval de Colonia, 1885

## Descripción
Cada año el Festkomitee Kölner Karneval (comité fundado en 1823) se encarga de organizar el carnaval y de designar a los tres representantes del carnaval, el Kölner Dreigestirn: la virgen, el príncipe y el campesino («die Jungfrau», «der Prinz» y «der Bauer»). Éstos a cambio pagan una gran suma de dinero por los privilegios obtenidos con el título. El príncipe del carnaval es el más alto representante de las fiestas, precediendo los desfiles más importantes durante toda la semana.
En el domingo de Carnaval tienen lugar los llamados Kölner Schull- un Veedelszöch, de gran tradición, es decir, los desfiles de algunos colegios de Colonia y de las diferentes agrupaciones de los barrios de la ciudad, Veedel, que participan. Las mejores comparsas a pie y también motorizadas de los barrios serán premiadas y podrán participar en el desfile del lunes de Carnaval, Rosenmontagszug. Además muchos barrios organizan sus propios desfiles entre el sábado y el martes de Carnaval. En efecto se disfrutan antes los considerados locales, pero en lo que se refiere a la preparación estas no son mucho menos costosos. Los desfiles más importantes son los de Ehrenfeld y Nippes. 50 veces se puede oír estos días en algún lugar de Colonia “D’r Zoch kütt” ("llega el desfile"). Junto al Carnaval oficial, también se estableció uno alternativo. Desde 1984 existe la llamada Stunksitzung que, basado en un principio en la provocación, surge como una alternativa estudiantil al Carnaval oficial. Simboliza una mezcla entre el Carnaval de Colonia y el café-teatro político con elementos de comedia, y sigue organizándose debido a la creciente demanda de entradas. También en este Carnaval de la Colonial empiezan a lanzar dulces a los niños y niñas, y flores a las mujeres y a los presos.

## Factor económico
En Colonia, el Carnaval genera un ingreso total promedio de más de 460 millones de euros por sesión de Carnaval, de los cuales 165 millones de euros corresponden a la gastronomía/hostelería y 75 millones al transporte. Los coloneses gastan alrededor de 85 millones de euros en sus disfraces. La ciudad de Colonia y los municipios circundantes recaudan hasta cinco millones de euros adicionales en impuestos comerciales durante el Carnaval en pocas semanas. Según el Instituto de la Economía Alemana, el Carnaval de Colonia es un factor económico comercial significativo y digno de ser tomado en serio, ya que 3,000 empresas abastecen a los coloneses. 15 empresas fabrican exclusivamente artículos de Carnaval. Cada año caen aproximadamente 330 toneladas de caramelos, 700,000 barras de chocolate y 220,000 cajas de bombones. El Carnaval es financiado principalmente por patrocinadores, ingresos de eventos y donaciones.
Con 480 grupos, Colonia es el bastión carnavalesco. Aproximadamente 1,5 millones de visitantes viajan a la ciudad específicamente para el carnaval, especialmente desde Bélgica, Francia y los Países Bajos; los ingresos totales para el presupuesto de la ciudad ascienden a unos 8 millones de euros. Según un estudio del Boston Consulting Group (BCG) por encargo del Comité del Carnaval de Colonia, el Carnaval de Colonia contribuyó en 2008 al mantenimiento de unos 5.000 puestos de trabajo en la región. Según el BCG, sólo los taxistas transportaron a 540.000 carnavaleros a los lugares de celebración. Alrededor de 957.000 visitantes de pubs generaron un volumen de negocio de casi 48 millones de euros para el sector de la restauración.